# Campus de Pontevedra
El Campus de Pontevedra és un campus universitari que forma part del Sistema Universitari Gallec, situat a la ciutat espanyola de Pontevedra.
Està adscrit a la Universitat de Vigo i ofereix estudis de grau i postgrau en ciències socials, ciències de la salut, art i disseny, enginyeria i esports.
El 2024, 4.215 estudiants estaven matriculats al campus de Pontevedra.

## Centres

### Casc antic
- El Vicerectorat a la Casa de las Campanas.[3]

### Centre de la ciutat (Eixample)
- Facultat de Belles Arts
- Facultat de Disseny
- Escola Universitària d'Infermeria

### Campus d'A Xunqueira
- Facultat de Comunicació
- Facultat de Direcció i Administració Pública
- Facultat de Ciències de l'Educació i l'Esport
- Facultat de Fisioteràpia
- Escola d'Enginyeria Forestal

### Marín
- Centre Universitari de Defensa, Escola Naval Militar.

## Infraestructures
La Universitat de Pontevedra disposa d'una biblioteca central, zones verdes, un poliesportiu, cafeteries i una llar d'infants. Les instal·lacions del Campus CREA es troben al carrer Benito Corbal, 47. L'estació de tren Pontevedra-Universitat dóna servei al campus d'A Xunqueira.

## Galeria d'imatges

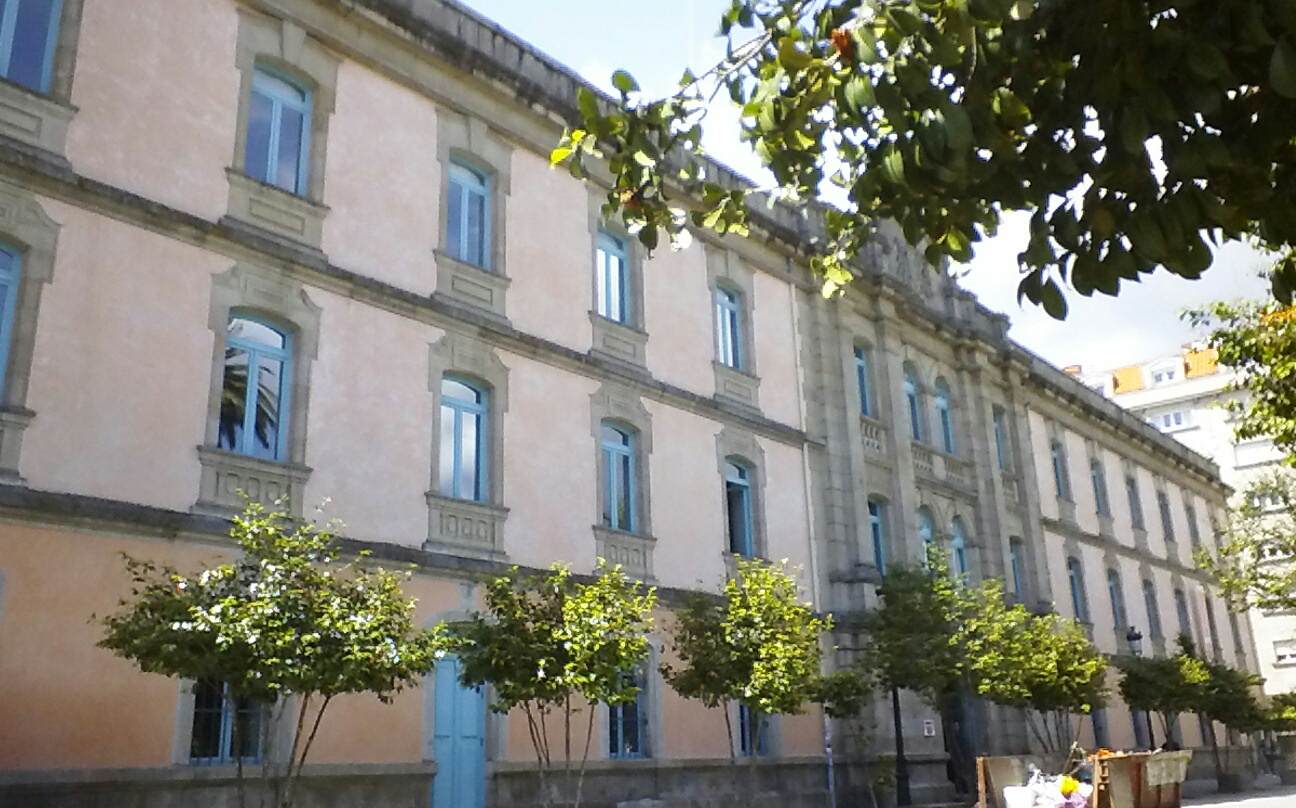
Facultat de Belles Arts
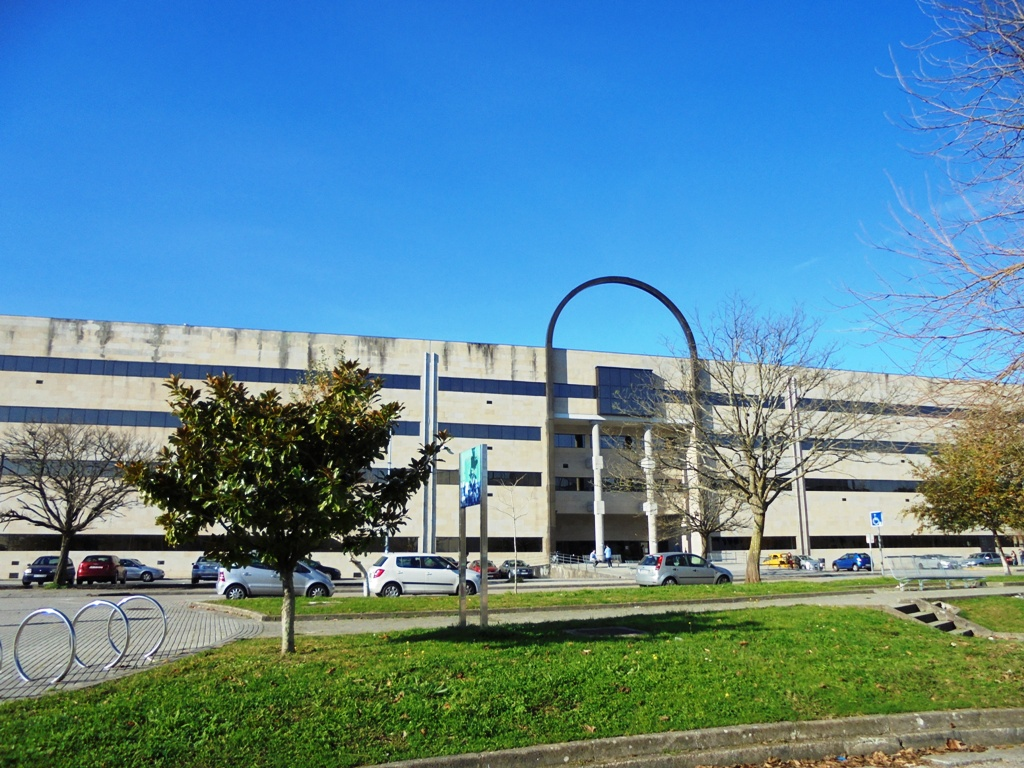
Facultat de Comunicació
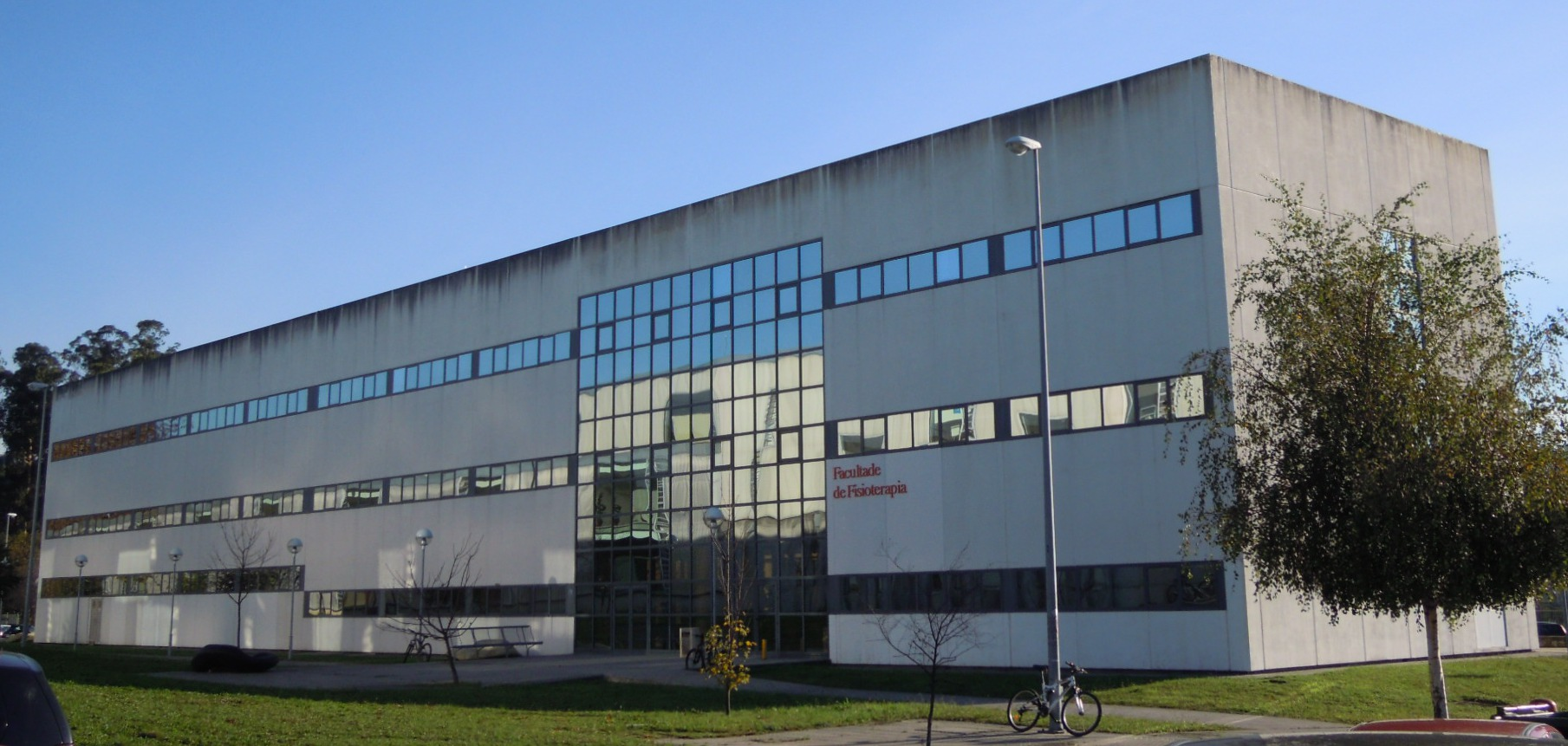
Facultat de Fisioteràpia
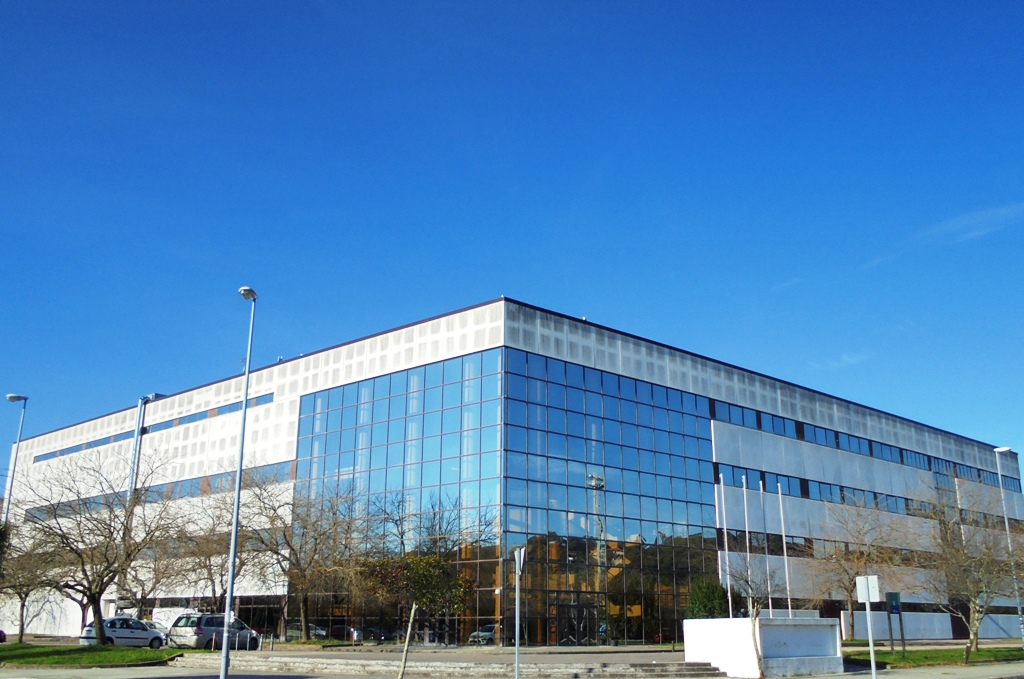
Escola d'Enginyeria Forestal
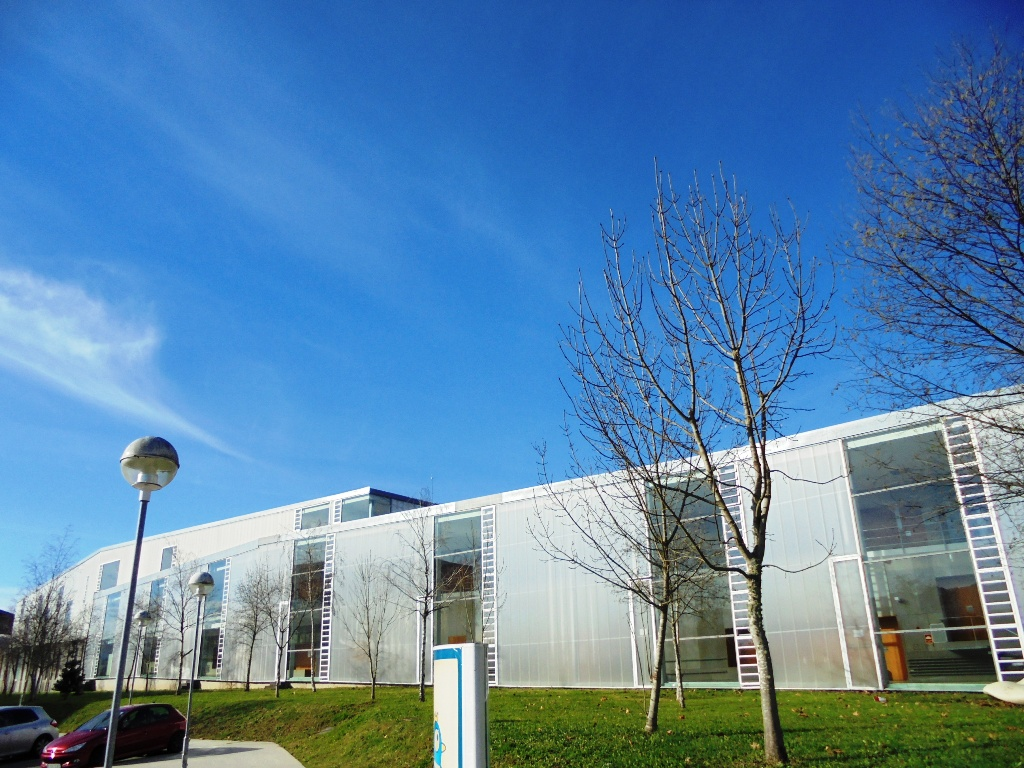
Facultat de Ciències de l'Educació i l'Esport
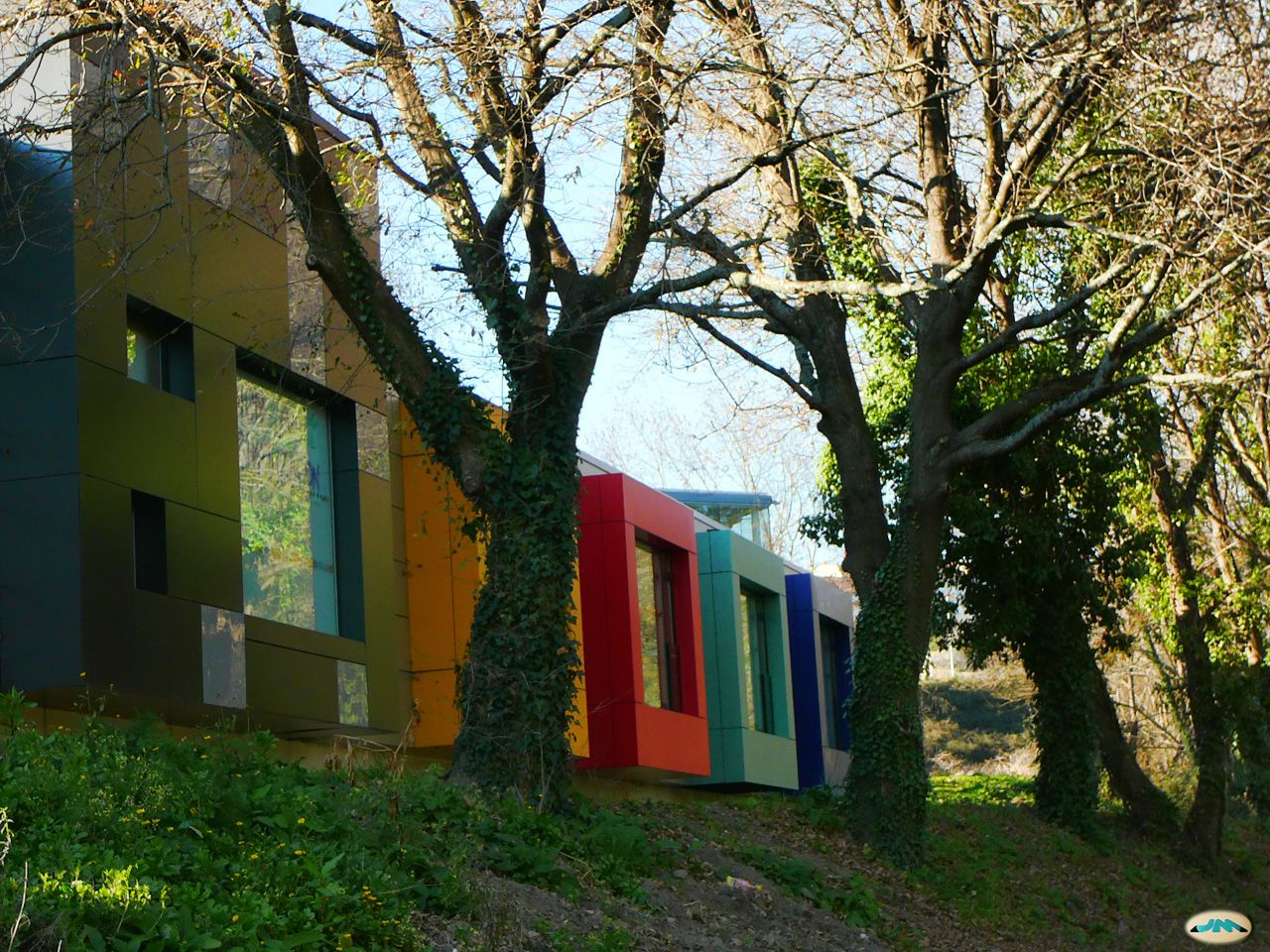
Guarderia del campus
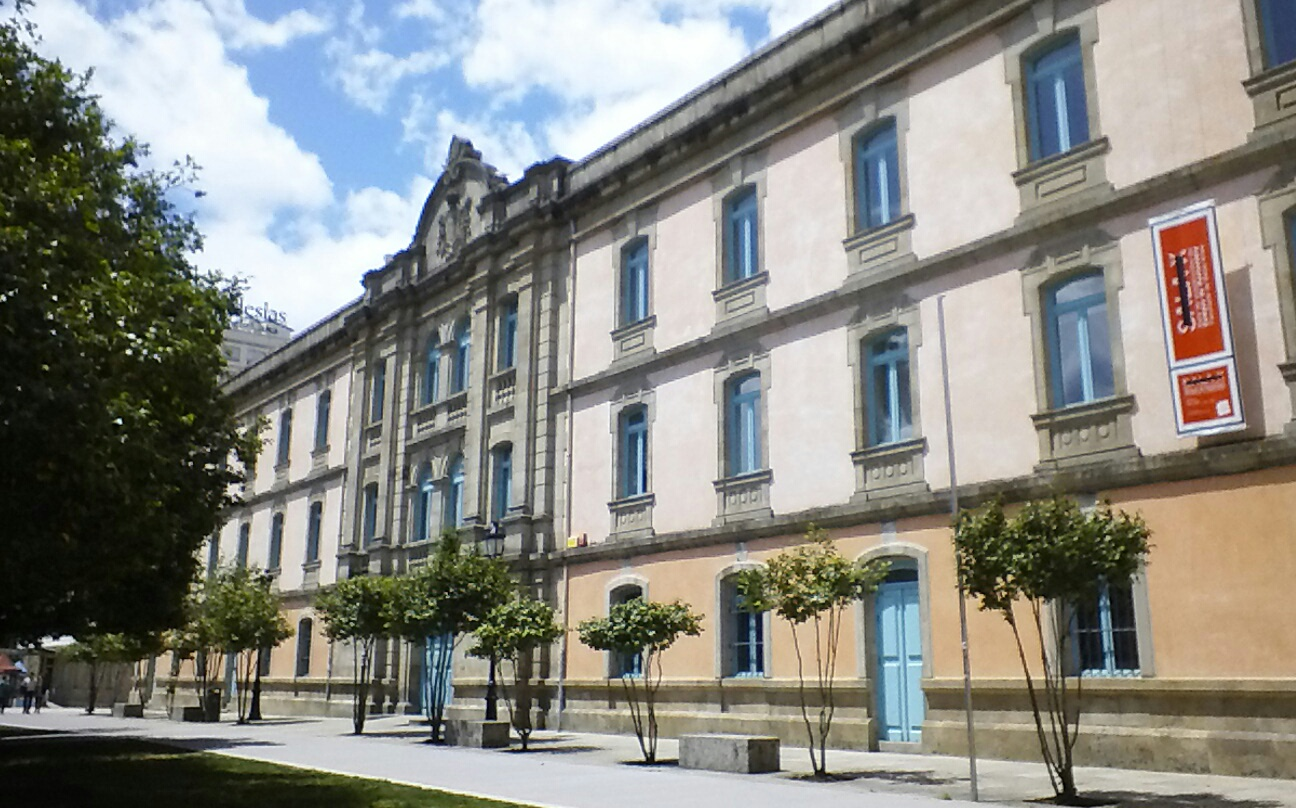
Facultat de Belles Arts
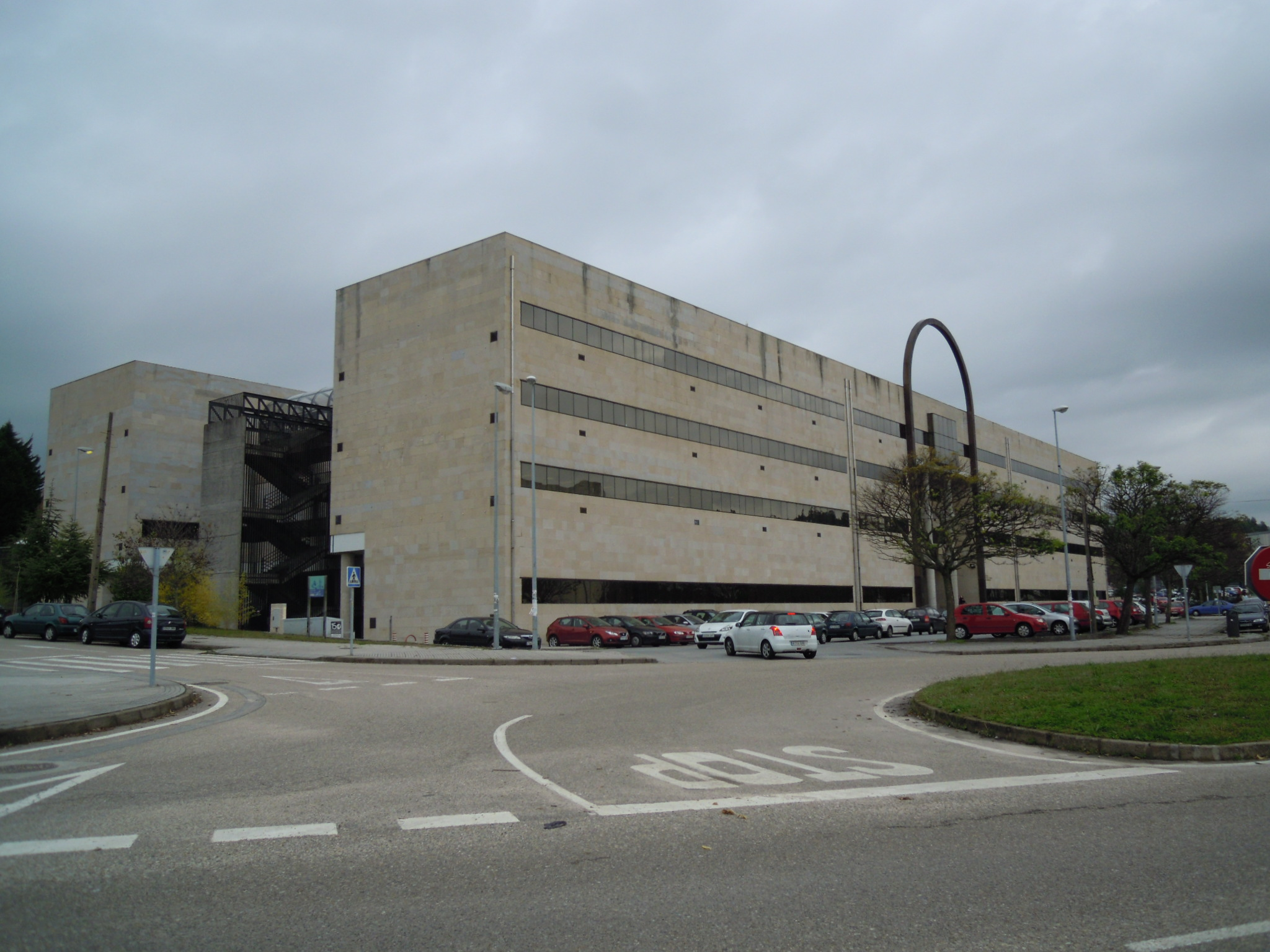
Facultat d'Administració i Gestió Pública
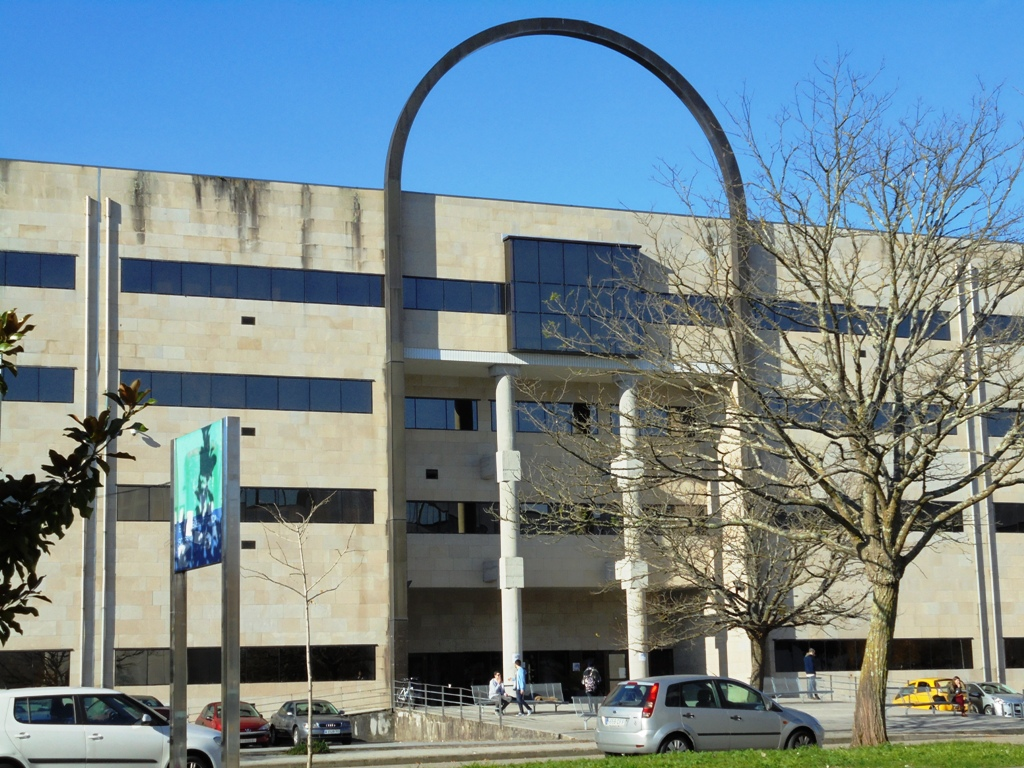
Entrada a la Facultat de Comunicació
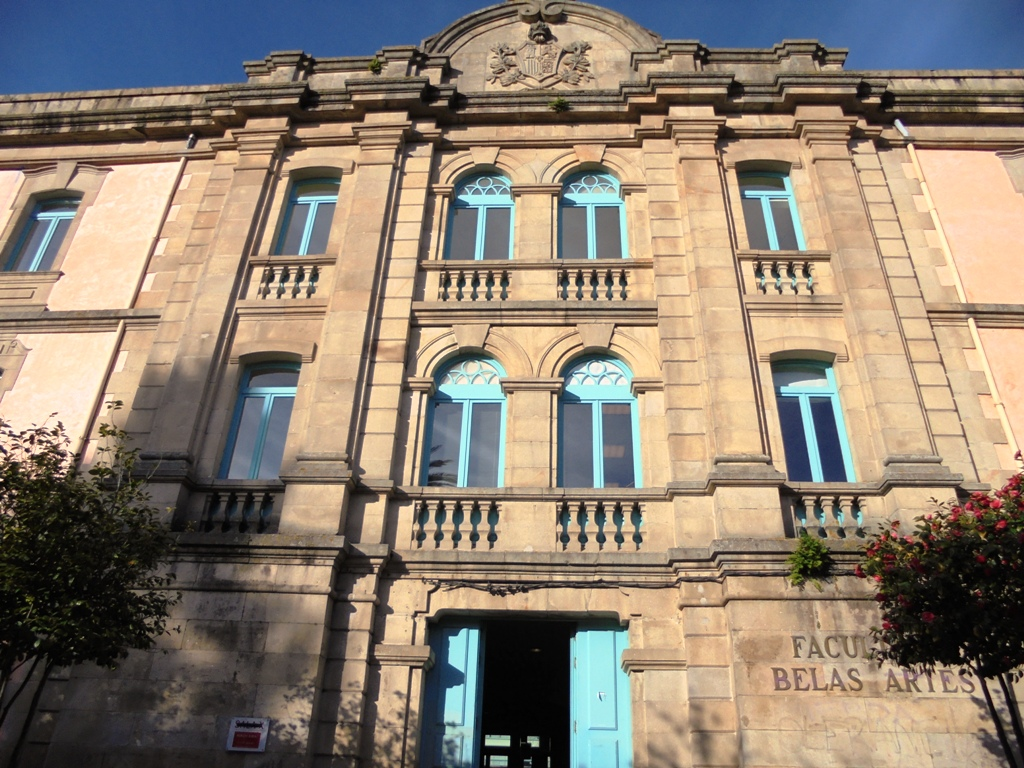
Entrada a la Facultat de Belles Arts
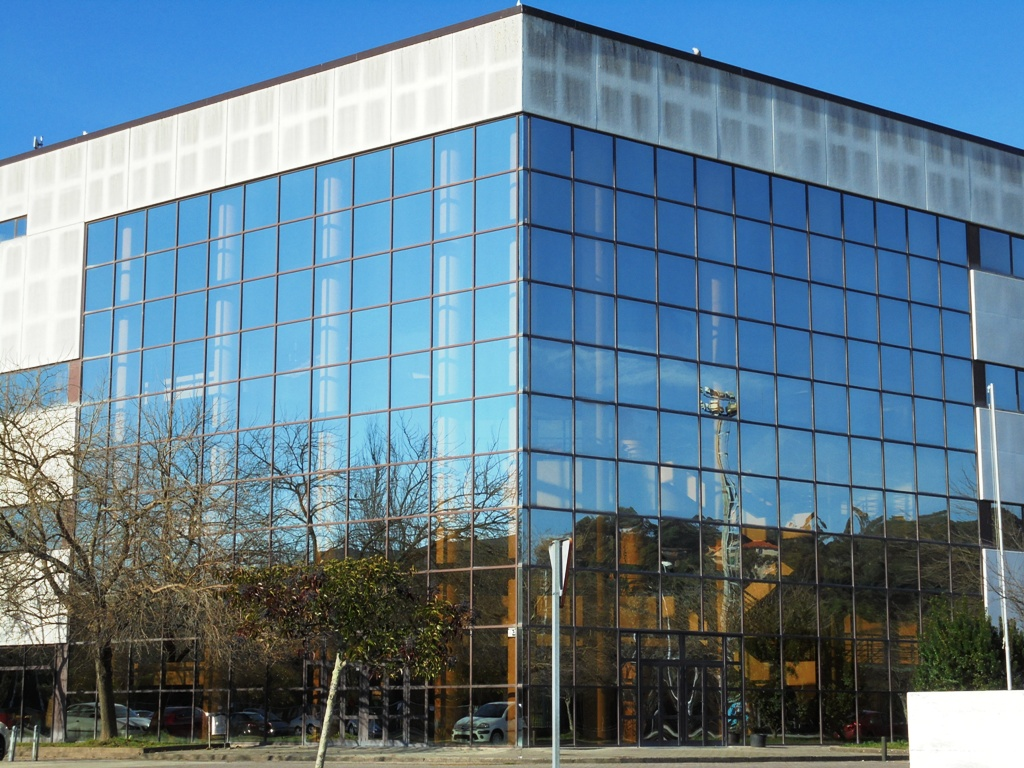
Escola d'Enginyeria Forestal
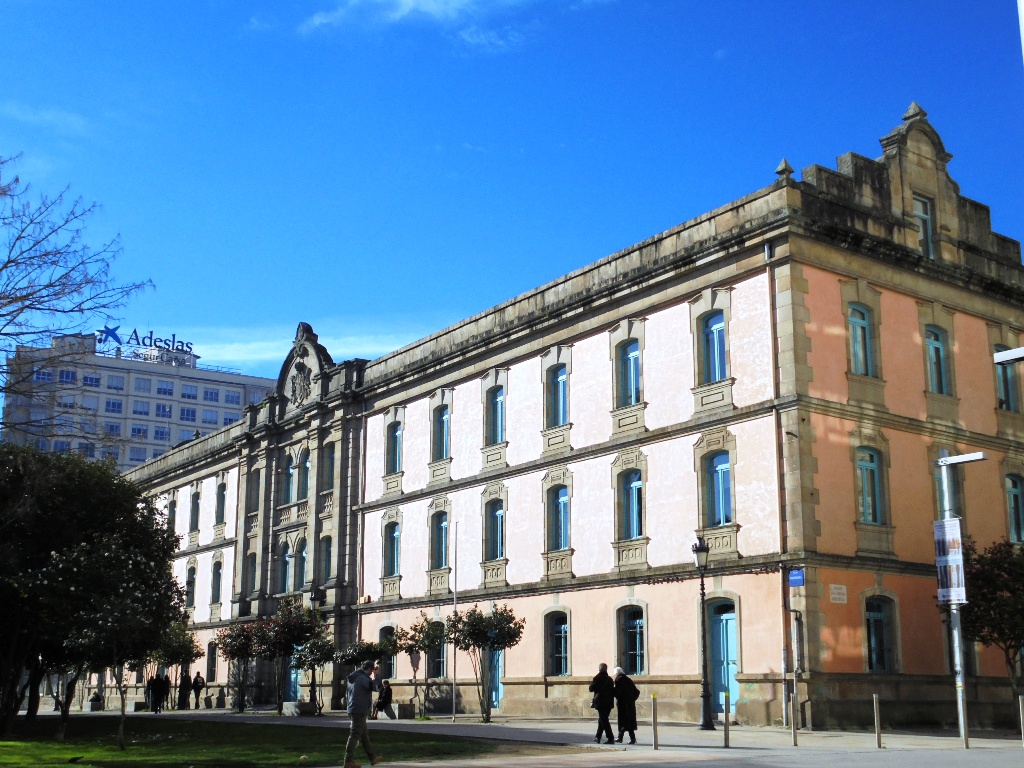
Facultat de Belles Arts
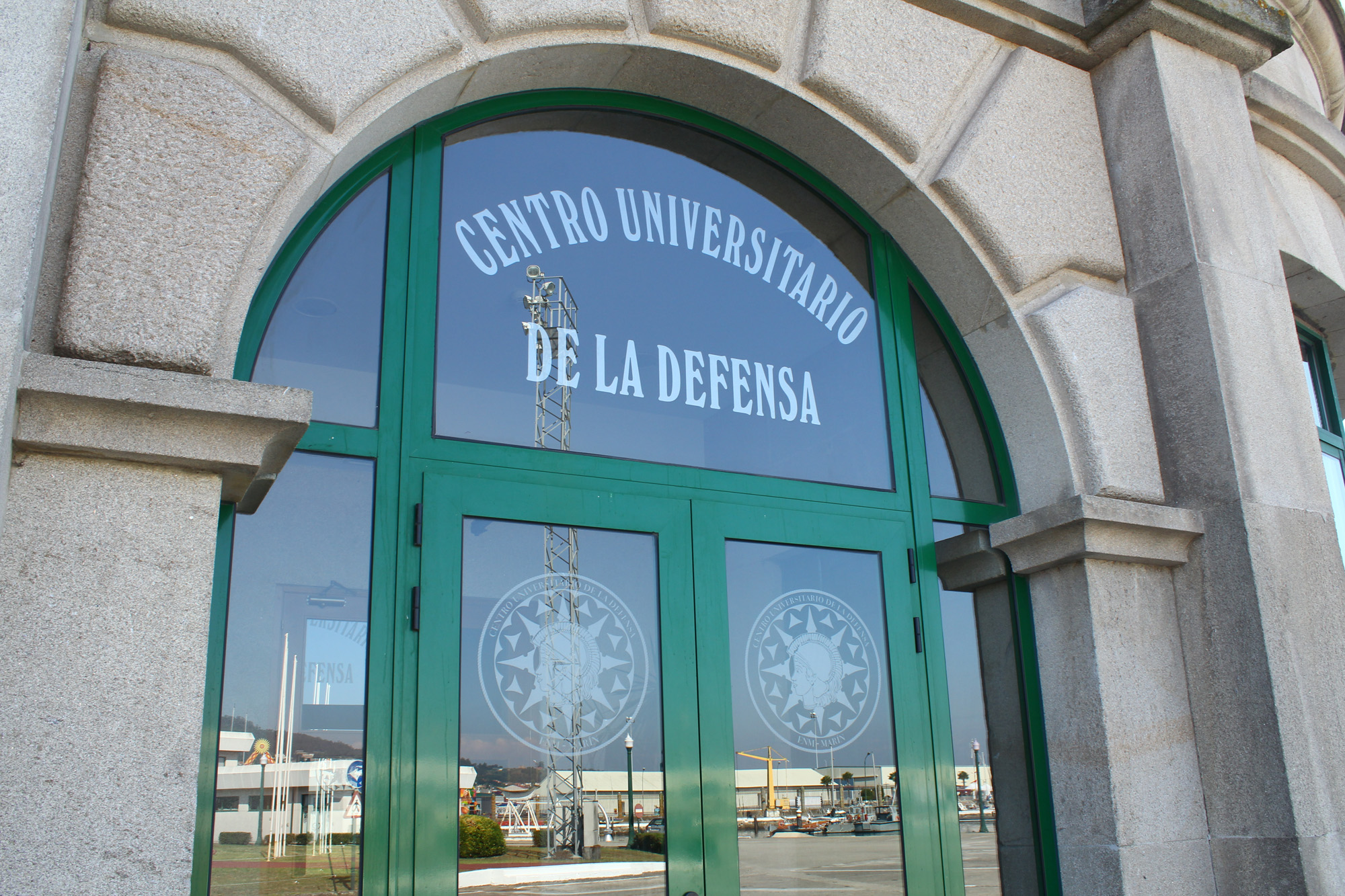
Centre universitari de Defensa
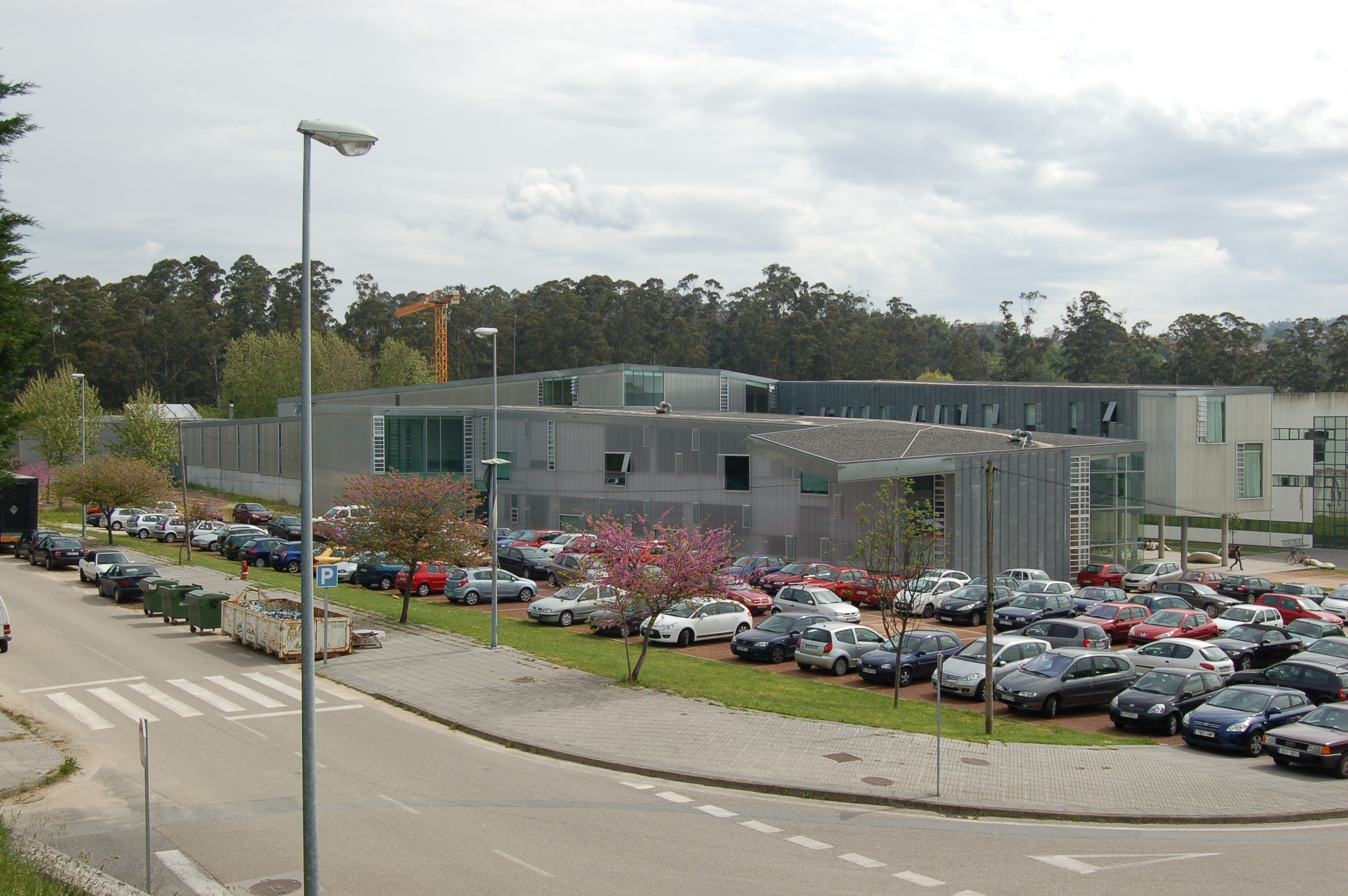
Facultat de Ciències de l'Educació i l'Esport
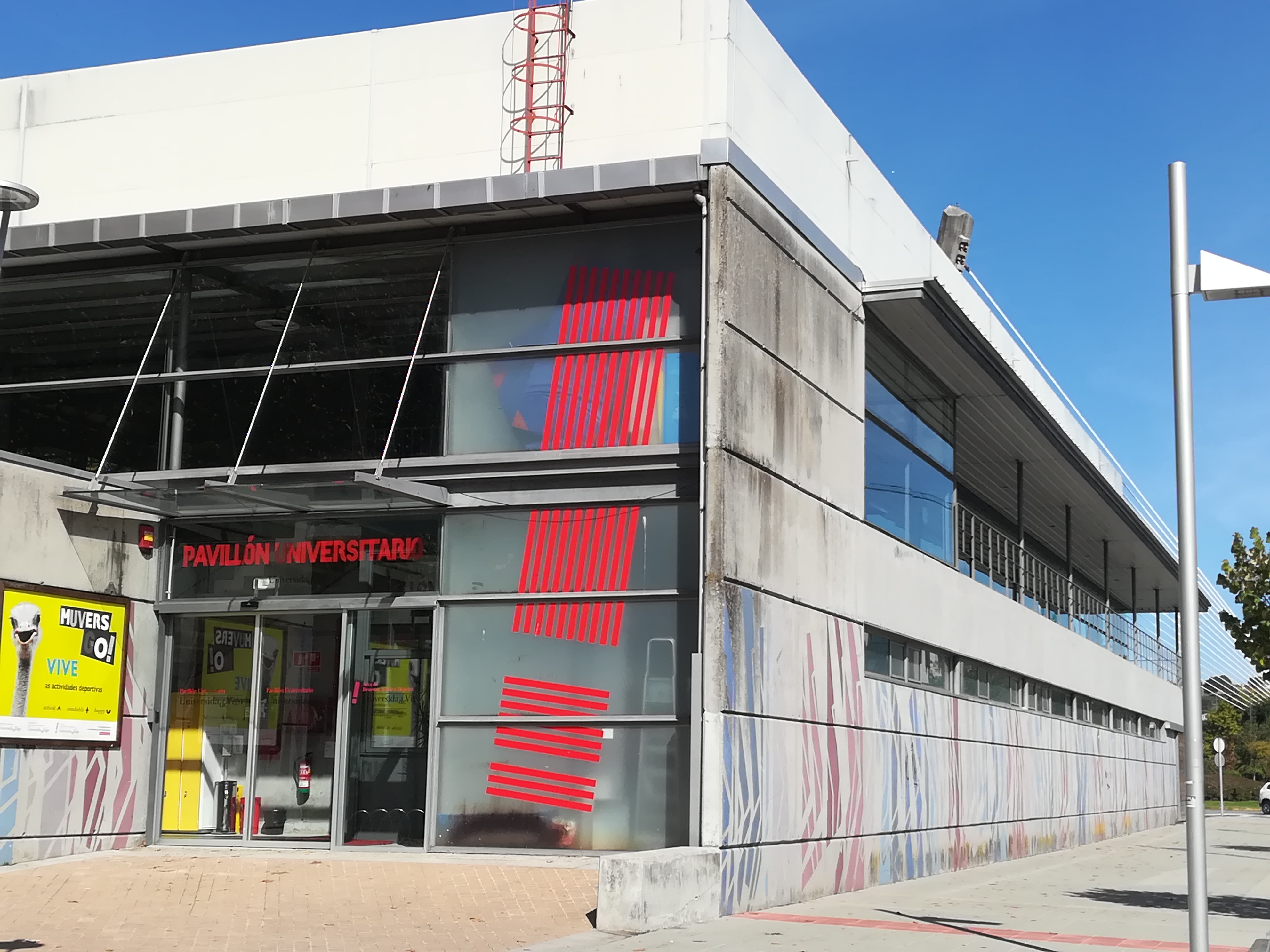
Centre Esportiu Universitari
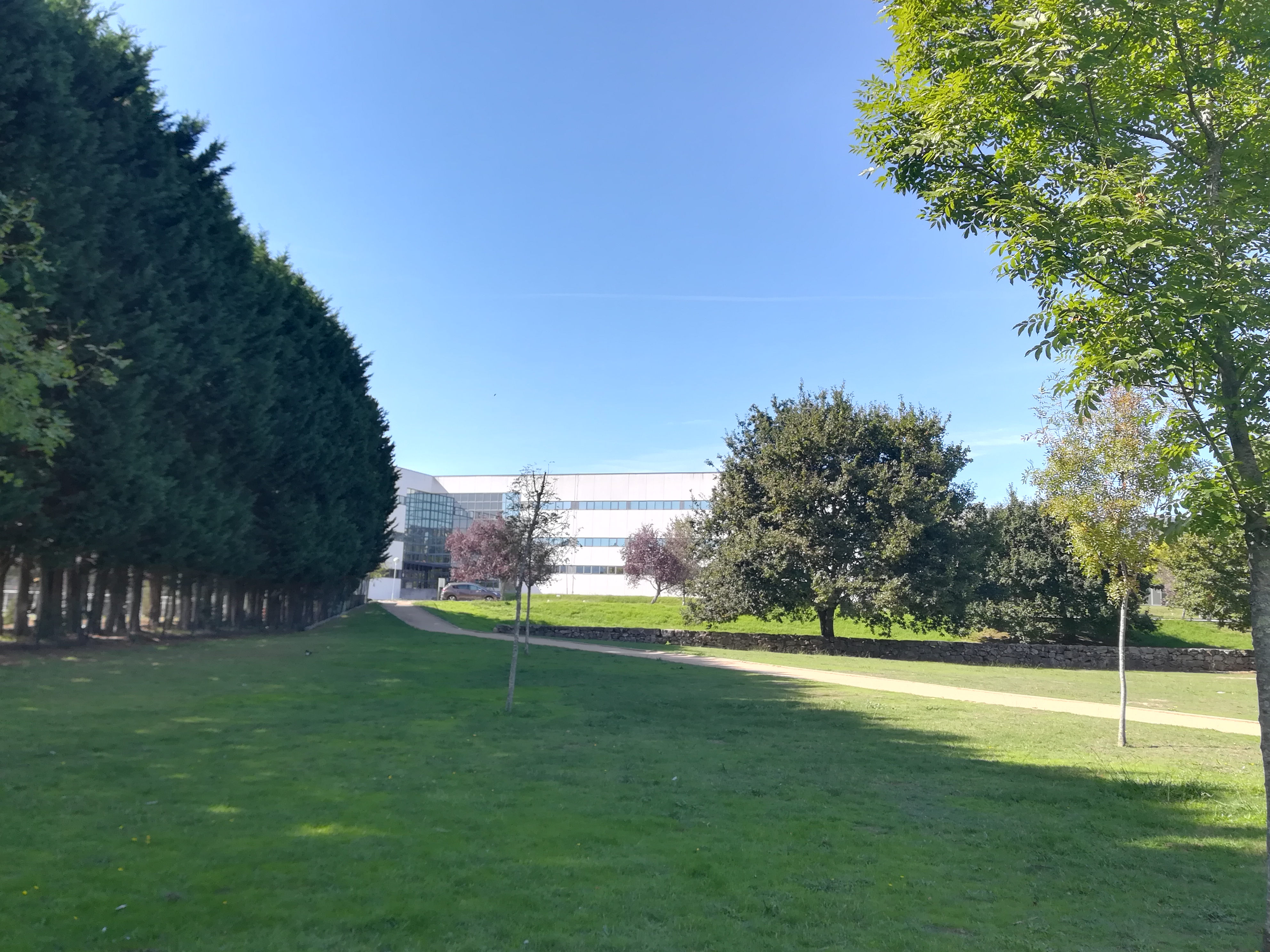
Espais verds i Facultat de Fisioteràpia
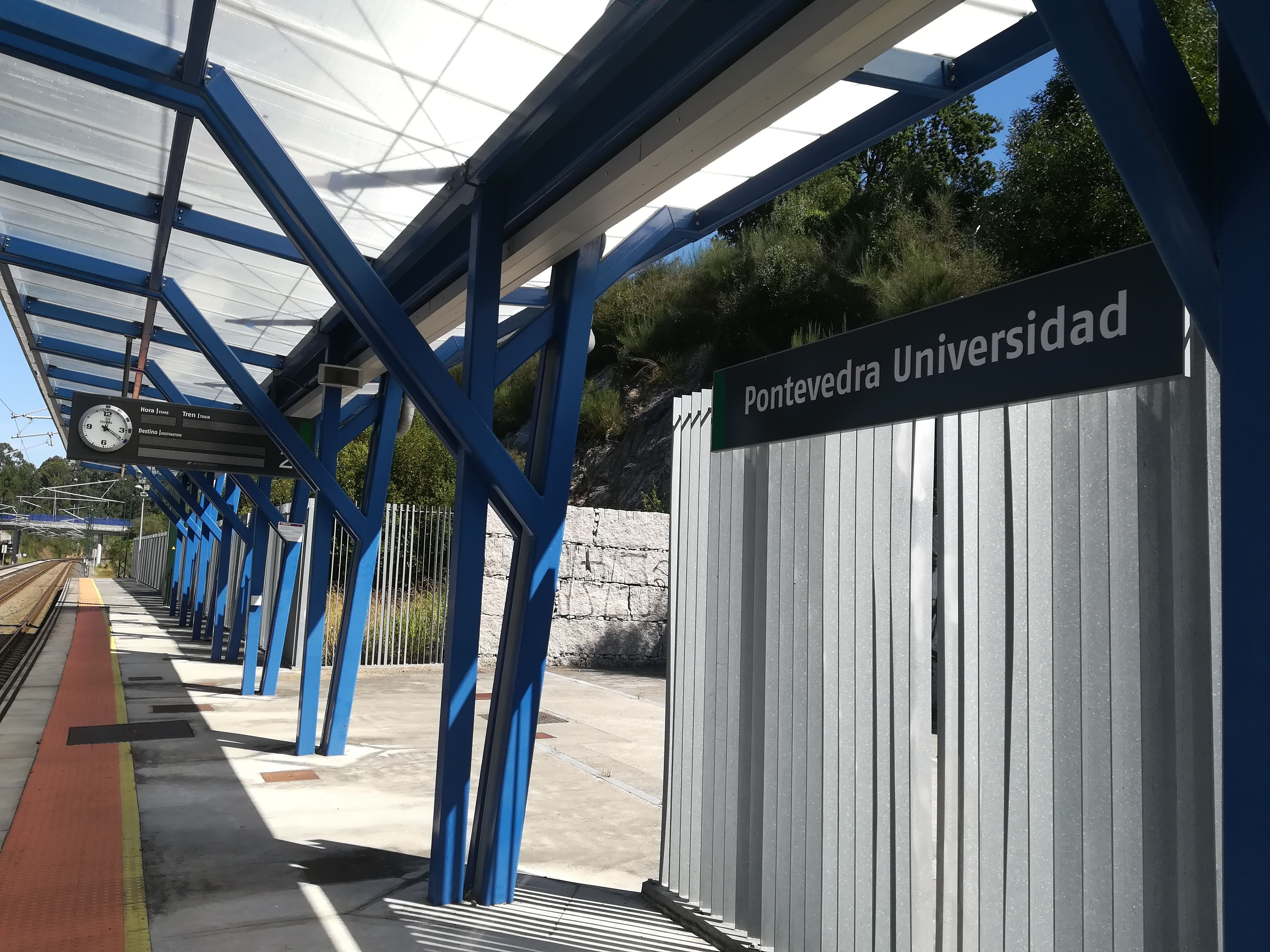
Estació de Pontevedra-Universidad
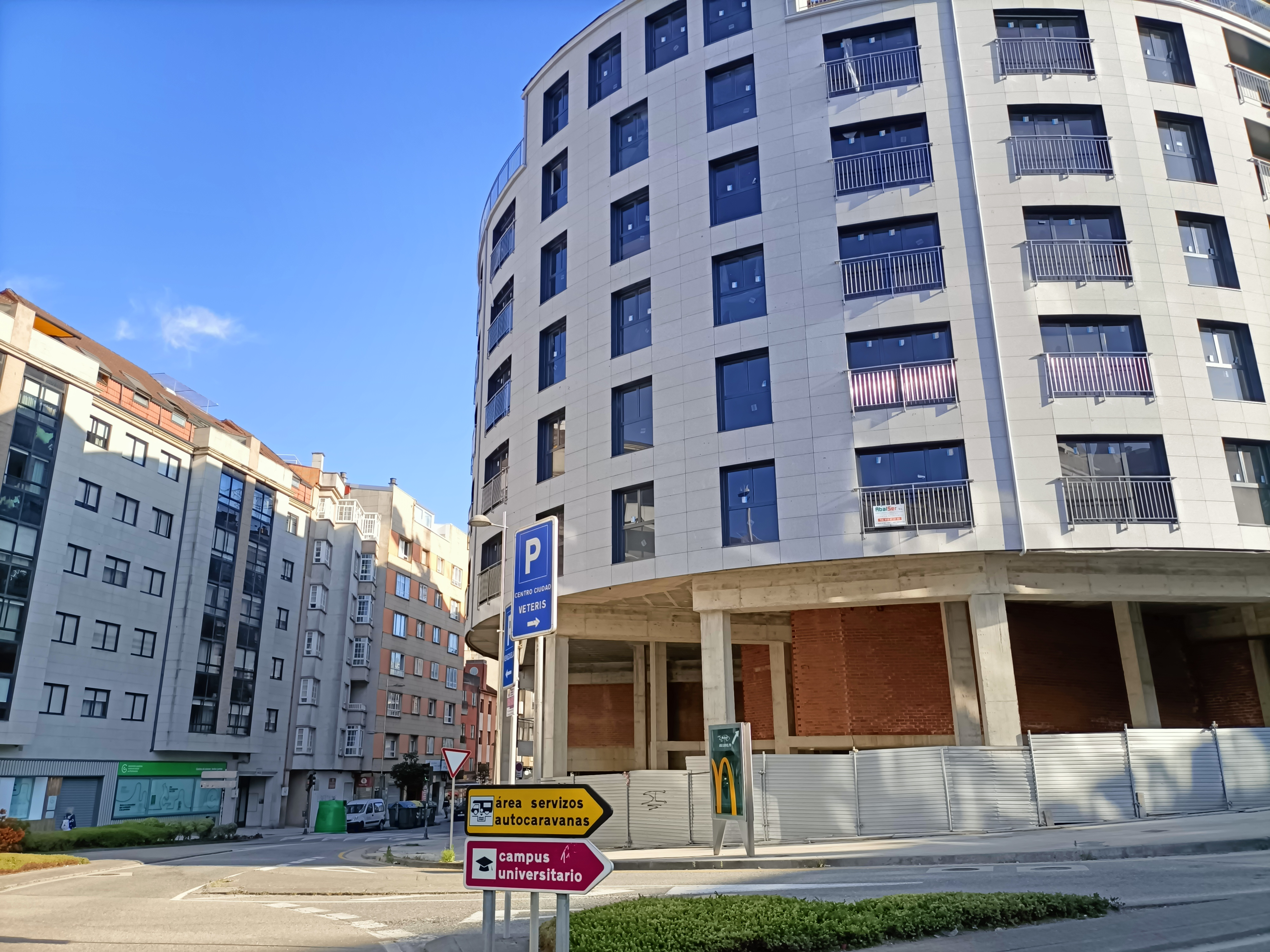
A l'avinguda Eduardo Pondal, senyal cap a Campus d'A Xunqueira